# Ronald Mukiibi
Ronald Brian Ddungu Mukiibi, född 16 september 1991 i Skogslyckans församling i Växjö, är en svensk-ugandisk fotbollsspelare som spelar för Utsiktens BK.

## Karriär
I mars 2015 lånades Mukiibi ut till Östersunds FK från BK Häcken över säsongen 2015. I januari 2019 skrev Mukiibi på ett nytt 2,5-årskontrakt med Östersunds FK. Sommaren 2021 lämnade han klubben i samband med att hans kontrakt gick ut. I september 2021 återvände Mukiibi till Östersunds FK och skrev på ett kontrakt över resten av säsongen.
I januari 2022 blev Mukiibi klar för Degerfors IF. Han spelade endast tre allsvenska matcher för Degerfors och lämnade klubben efter säsongen 2022. I januari 2023 skrev Mukiibi på ett tvåårskontrakt med Utsiktens BK.